# Cagnoncles
Cagnoncles é uma comuna francesa na região administrativa de Altos da França, no departamento do Norte. Estende-se por uma área de 6.23 km². Em 2010 a comuna tinha 621 habitantes (densidade: 99,7 hab./km²).